# Angelika Haase
Angelika Haase (* 10. September 1951 in Tröbitz als Angelika Seifert) ist eine ehemalige deutsche Badmintonspielerin.

## Karriere
In ihrem Geburtsort Tröbitz erlernte sie das Badminton-Spiel in der BSG Aktivist Tröbitz. Für diesen Verein errang sie auch ihre ersten nationalen Erfolge. Bei den DDR-Bestenermittlungen des Nachwuchses wurde sie zweifache Titelträgerin im Doppel mit Monika Thiere und bei den DDR-Juniorenmeisterschaften gewann sie jeweils zwei Silber- und Bronzemedaillen. Mit dem Tröbitzer Juniorenteam wurde sie 1968 DDR-Mannschaftsmeister. Im darauffolgenden Jahr stieg sie im Alter von 18 Jahren zur Stammspielerin in das Tröbitzer Erwachsenenteam auf und trug zu zwei Titeln 1969 und 1971 bei. 1972 und 1973 gewann sie mit dem Team Silber. Im letztgenannten Jahr feierte sie mit Bronze im Damendoppel bei den Erwachsenen ihren größten Erfolg in den Einzeldisziplinen. Danach wurde es auf sportlichem Gebiet ruhig um Angelika Seifert.
Heute lebt sie, verheiratet als Angelika Haase, in Dresden.

## Sportliche Erfolge
| Saison    | Veranstaltung                       | Disziplin   | Platz | Name |
| --------- | ----------------------------------- | ----------- | ----- | --- |
| 1963/1964 | DDR-Bestenermittlung AK 10/11       | Damendoppel | 1     | Monika Thiere / Angelika Seifert (Aktivist Tröbitz) |
| 1965/1966 | DDR-Bestenermittlung AK 12/13       | Damendoppel | 1     | Monika Thiere / Angelika Seifert (Aktivist Tröbitz) |
| 1966/1967 | DDR-Mannschaftsmeisterschaft Jugend | Mannschaft  | 3     | Aktivist Tröbitz (Roland Riese, Bernd Bäcker, Werner Michael, Monika Thiere, Angelika Seifert) |
| 1967/1968 | DDR-Mannschaftsmeisterschaft Jugend | Mannschaft  | 1     | Aktivist Tröbitz (Roland Riese, Bernd Bäcker, Werner Michael, Alfred Kraus, Monika Thiere, Angelika Seifert) |
| 1968/1969 | DDR-Mannschaftsmeisterschaft Jugend | Mannschaft  | 1     | Aktivist Tröbitz (Roland Riese, Bernd Bäcker, Alfred Kraus, Monika Thiere, Angelika Seifert) |
| 1968/1969 | DDR-Mannschaftsmeisterschaft        | Mannschaft  | 1     | Aktivist Tröbitz (Gottfried Seemann, Joachim Schimpke, Erich Wilde, Klaus-Peter Färber, Klaus Katzor, Roland Riese, Harry Deinert, Ruth Mertzig, Rita Gerschner, Annemarie Seemann, Angelika Seifert, Monika Thiere) |
| 1968/1969 | DDR-Einzelmeisterschaft AK 16/17    | Mixed       | 3     | Fred Kraus / Angelika Seifert (Aktivist Tröbitz) |
| 1968/1969 | DDR-Einzelmeisterschaft AK 16/17    | Damendoppel | 2     | Angelika Seifert / Heidi Meisel (Aktivist Tröbitz / Motor Fraureuth) |
| 1969/1970 | DDR-Einzelmeisterschaft AK 16/17    | Damendoppel | 2     | Angelika Seifert / Heidi Meisel (Aktivist Tröbitz / Motor Fraureuth) |
| 1969/1970 | DDR-Einzelmeisterschaft AK 16/17    | Dameneinzel | 3     | Angelika Seifert (Aktivist Tröbitz) |
| 1970/1971 | DDR-Mannschaftsmeisterschaft        | Mannschaft  | 1     | Aktivist Tröbitz (Gottfried Seemann, Werner Michael, Joachim Schimpke, Erich Wilde, Harry Deinert, Klaus-Peter Färber, Roland Riese, Klaus Katzor, Angelika Seifert, Monika Thiere, Rita Gerschner)                  |
| 1972/1973 | DDR-Mannschaftsmeisterschaft        | Mannschaft  | 2     | Fortschritt Tröbitz (Gottfried Seemann, Werner Michael, Joachim Schimpke, Klaus-Peter Färber, Roland Riese, Rainer Skobowsky, Klaus Katzor, Rita Gerschner, Angelika Seifert, Monika Thiere)                         |
| 1972/1973 | DDR-Mannschaftsmeisterschaft        | Mannschaft  | 2     | Fortschritt Tröbitz (Gottfried Seemann, Gerhard Riese, Joachim Schimpke, Claus Cassens, Klaus-Peter Färber, Roland Riese, Klaus Katzor, Monika Thiere, Angelika Seifert, Rita Gerschner)                             |
| 1972/1973 | DDR-Einzelmeisterschaft             | Damendoppel | 3     | Angelika Seifert / Gisela Kunath (Fortschritt Tröbitz / Wismut Karl-Marx-Stadt) |
| 1982/1983 | DDR-Seniorenmeisterschaft AK I      | Damendoppel | 2     | Angelika Haase / Monika Jungmichel (TSG Bühlau / Chemie Niedersedlitz) |